# 含元殿

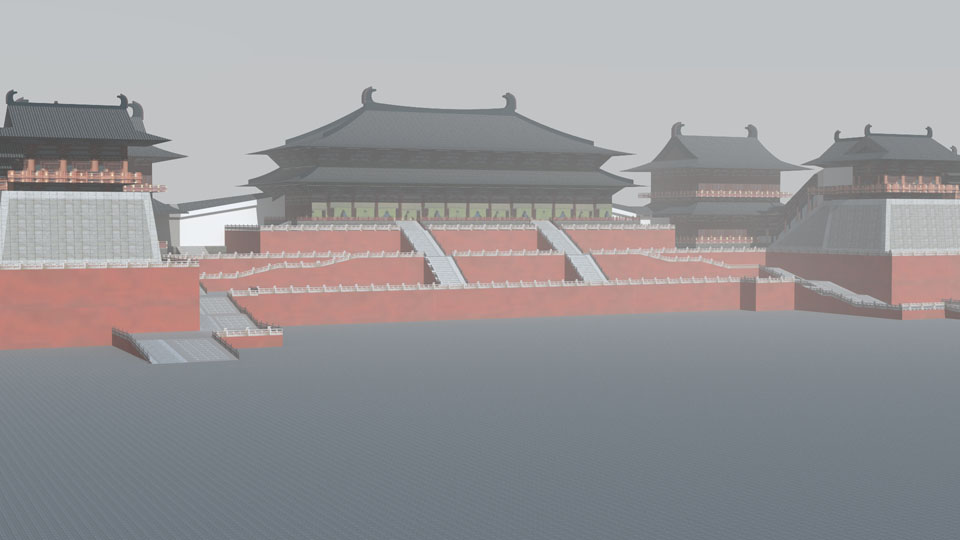
含元殿复原图

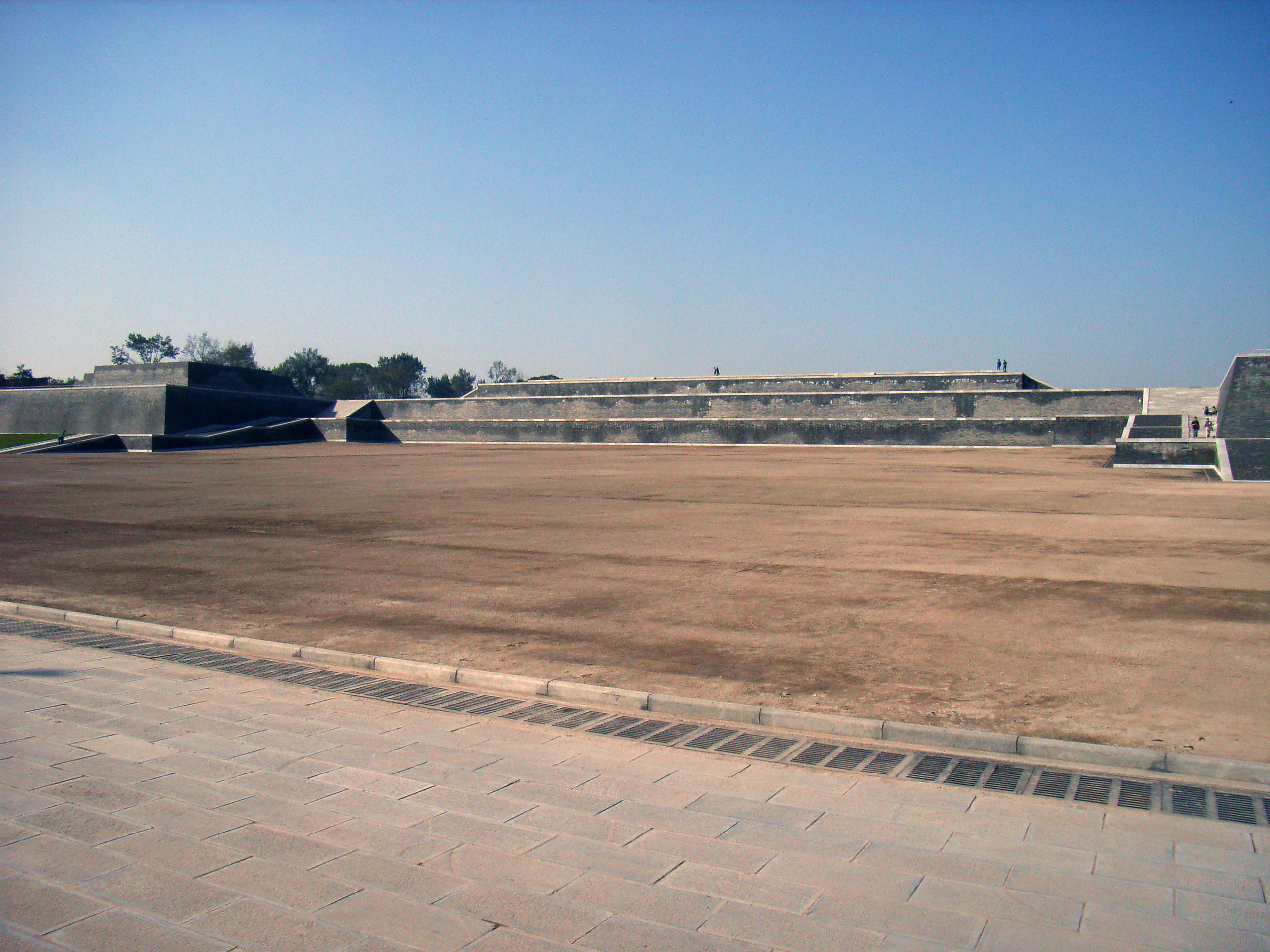
大明宫含元殿遗址

含元殿营建场景复原

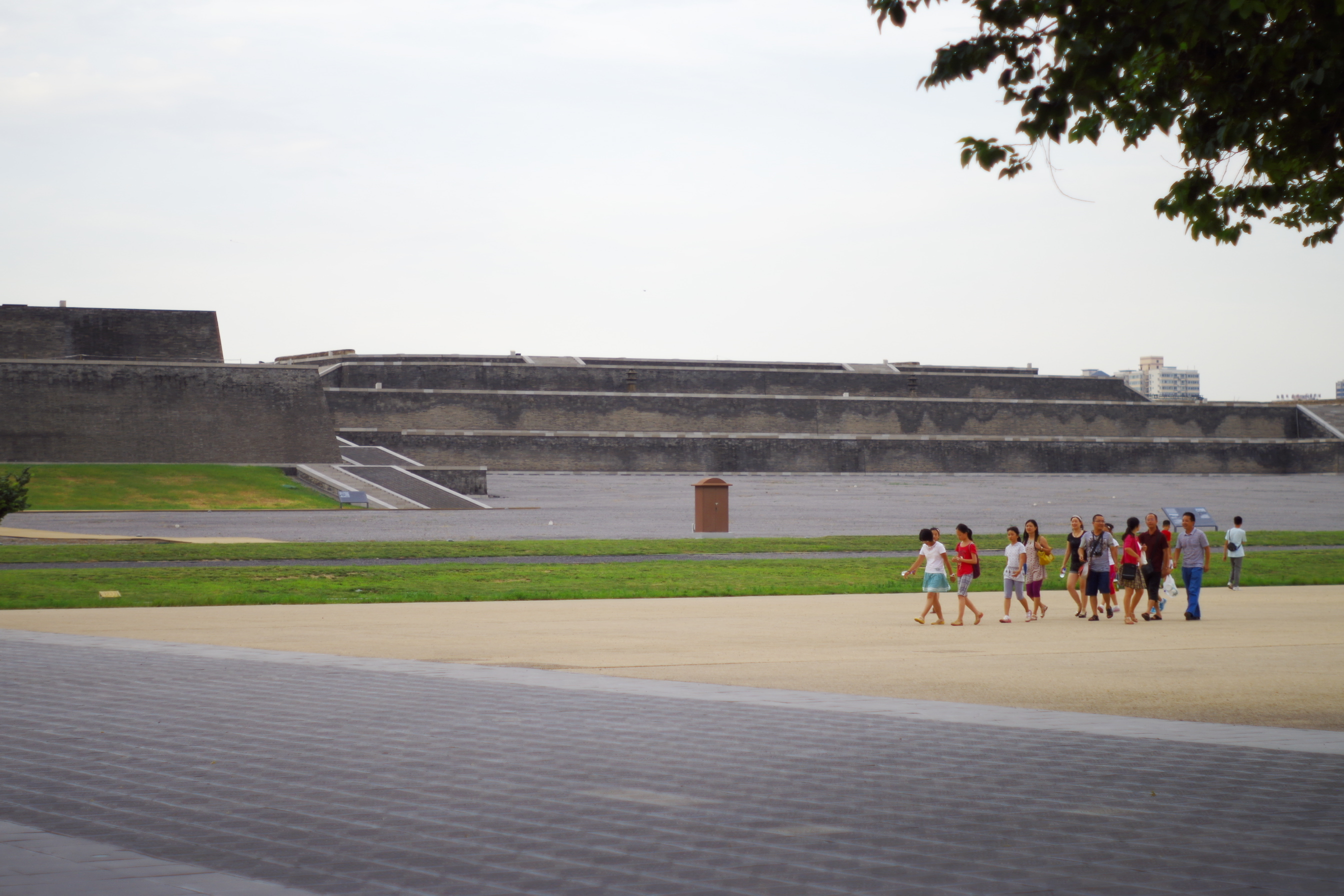
含元殿遗址

含元殿是唐代大明宫的主殿，於宮内中轴线上為第一座殿，与南边的丹凤门正对。

## 历史
根据《旧唐书·高宗纪》的记载，含元殿始建于唐高宗龙朔二年，建成于龙朔三年（公元663年）四月。在安史之乱、黄巢起义等动乱中，虽然长安城遭到严重破坏，含元殿却未被毁坏。
唐僖宗中和三年（公元881年），黄巢军攻入长安，洗劫全城，以致“宫室、居市、闾里，十焚六七”，含元殿受到严重破坏：唐僖宗光啟二年（公元886年）十一月，军阀李茂贞从岐州（今陕西凤翔）再一次攻入长安，整座长安城因此“宫室廛闾，鞠为灰烬，自中和以来葺构之功，扫地尽矣”，当时还在修缮中的含元殿受到了毁灭性的打击。在唐昭宗天祐元年（904）正月，朱温迫使唐昭宗迁都洛阳，并下令摧毁整座长安城，至此，含元殿彻底毁于战火。其残存建筑结构部分或被运往东都洛阳用于营建新宫，或被附件官府和居民拆毁。至五代初，含元殿连同大明宫的其余建筑已完全荒废。

## 佈局結構
含元殿主殿坐落在三层大台之上，为重檐庑殿顶结构。主殿的東面為翔鸞閣，西面為棲鳳閣，兩閣之南就是東、西朝堂。據1982年曾在此處的考古發掘，兩座朝堂為東西相對，它們在兩閣之南約30餘米。早期朝堂建築物屬大型廡殿，約面闊15間，進深2間。改造後的新朝堂則約面闊13間，進深3間。

## 功能
建成後是唐代宫廷举行元旦、冬至大朝会和大酌、阅兵、受俘、上尊号等一系列重要仪式的场所，也是唐代最重要的殿宇之一，性质与明清故宫中的太和殿和唐朝太極宮中的太極殿相似。而在高宗龍朔二年（662）之後，殿前還設置了東、西朝堂，作為召集公卿大臣議政的場所，這個是延續了唐太極宮左、右朝堂的設置。這裡也成為百官參加朝會前的候朝序班之地。安史之亂時，叛軍逼近潼關，宰相楊國忠驚慌失措，也曾召集百官於朝堂商討辦法。朝堂也以其兼舉辦各類典禮儀式，如嘉禮的冊皇后、冊皇太子，軍禮的獻捷宣露布等。同時該處地方除接待百官上表皇帝，也容許民間在此上書——武則天時在此設置銅匭，接受上書、告密和上訴。

## 遗址保护
含元殿的遗址保护自1993年开始调研和前期准备。1995年中国政府与联合国教科文组织及日本政府确立了大明宫含元殿遗址的项目，项目于2003年竣工。随后，日本政府无偿援助项目于2003年5月开工，至2004年3月完工，完成了含元殿北小型展馆及含元殿东北窑址的保护工程。